# Селькындж
Селькындж (дари سېلکنج) — кишлак на северо-востоке Афганистана, в вилаяте (провинции) Бадахшан. Входит в состав района Вахан.

## Географическое положение
Селькындж расположен на северо-востоке Бадахшана, в высокогорной местности, на левом берегу реки Вахандарьи, на расстоянии приблизительно 244 километров к востоку от города Файзабада, административного центра вилаята. Абсолютная высота — 3405 метров над уровнем моря. Ближайшие населённые пункты — кишлак Пуртворс (выше по течению Вахандарьи), кишлак Нирс (ниже по течению Вахандарьи).

## Население
На 2003 год население составляло 65 человек. В национальном составе преобладают ваханцы.